# باسوکی تاهاجا پورناما
باسوکی تاهاجا پورناما (انگلیسی: Basuki Tjahaja Purnama؛ زادهٔ ۲۹ ژوئن ۱۹۶۶) سیاست‌مدار اهل اندونزی است، که هم‌اکنون به‌عنوان رئیس هیئت مدیره شرکت پرتامینا فعالیت می‌کند.